# Nate Hartley
Nathan Daniel Hartley (født 17. januar 1992 i Ravenna i Ohio) er en amerikansk skuespiller. Han er bedste kendt for sin hovedrolle som den nystartede high school elev Wade i Drillbit Taylor fra 2008, hvor han spillede overfor Owen Wilson. Han havde også en rolle som medlem af Liverollespilbegivenheden i Role Models fra 2009 med Paul Rudd og Seann William Scott. Han havde også en cameooptæden i Fanboys fra samme år.
Hartley havde en optræden i en episode af Disneyprogrammet Hannah Montana og havde også en gæste rolle i J.O.N.A.S som Joe's irriterende ven Carl.

## Filmografi
- Hannah Montana – Aaron (2009) Episode:"Promma Mia"
- Zeke and Luther – Ozzie (2009) Episode:"Cape Fear"
- Role Models – Mike (2008)
- Drillbit Taylor – Wade (2008)
- The Great Buck Howard – Chico#1 (2008)
- iCarly – Jeb (2007-2009, tre episoder)
- Unfabulous – Mitch the Snitch (2007, to episoder)
- The Bernie Mac Show – Samuel (2006, en episode)
- J.O.N.A.S – Carl (2009,en episode)